# سقلاط (قماش)
السَقْلاط هو نوع من القماش الصوفي الفاخر والمكلف كان شائعاً في أوروبا في العصور الوسطى.